# コーディ・トーマス
- コディ・トーマス

コーディ・ライアン・トーマス（Cody Ryan Thomas, 1994年10月8日 - ）は、 アメリカ合衆国テキサス州タラント郡コリービル出身のプロ野球選手（外野手）。右投左打。アトランティックリーグのロングアイランド・ダックス所属。

## 経歴

### プロ入り前
2013年のMLBドラフト30巡目（全体914位）でニューヨーク・ヤンキースから指名されたが、契約せずにフットボールでの奨学金を得てオクラホマ大学へ進学した。当初はフットボールのみプレーしていたが、2014年より野球との兼任選手となり、徐々に野球一本へシフトしていった。大学野球部でのチームメイトにはシェルドン・ノイジーがおり、子供の頃から交流があり仲がいい。

### プロ入りとドジャース傘下時代
2016年のMLBドラフト13巡目（全体401位）でロサンゼルス・ドジャースから指名され、プロ入り。契約後、傘下のルーキー級アリゾナリーグ・ドジャースでプロデビュー。パイオニアリーグのルーキー級オグデン・ラプターズでもプレーし、2球団合計で59試合に出場して打率.297、19本塁打、50打点、10盗塁を記録した。
2017年はA級グレートレイクス・ルーンズでプレーし、121試合に出場して打率.222、10本塁打、65打点、6盗塁を記録した。
2018年はA+級ランチョクカモンガ・クエークスでプレーし、127試合に出場して打率.285、19本塁打、87打点、5盗塁を記録した。オフにはアリゾナ・フォールリーグに参加し、グレンデール・デザートドッグスに所属した。
2019年はAA級タルサ・ドリラーズでプレーし、130試合に出場して打率.236、23本塁打、76打点、5盗塁を記録した。
2020年は新型コロナウイルスの影響でマイナーリーグの試合が開催されなかったため、公式戦の出場は無かった。

### アスレチックス時代

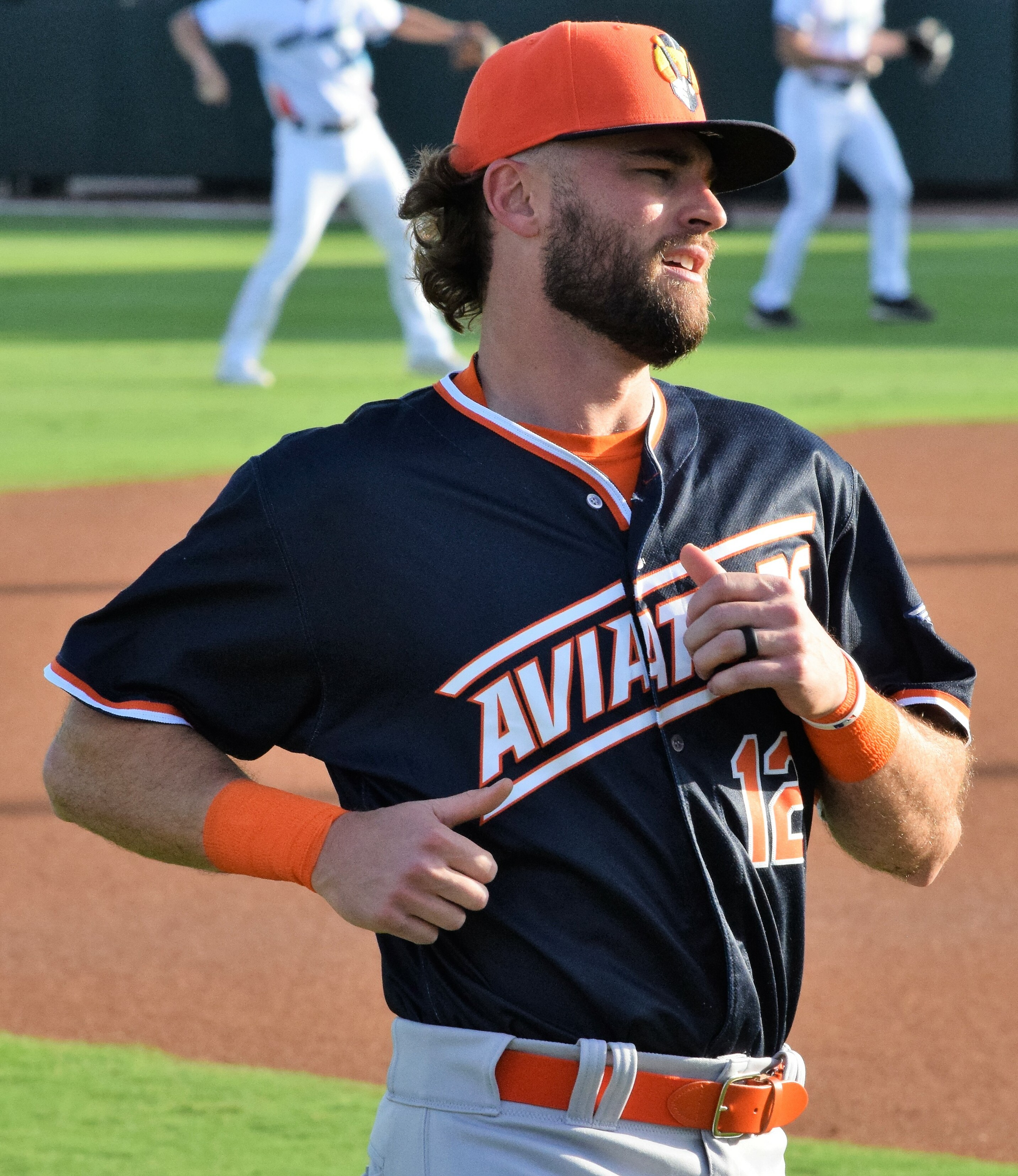
AAA級ラスベガス時代
（2023年4月19日）

2021年2月12日にガス・バーランド、大学時代のチームメイトだった前述のノイジーとのトレードで、アダム・コラレックと共にオークランド・アスレチックスへ移籍した。シーズンでは傘下のAAA級ラスベガス・アビエイターズでプレーし、59試合に出場して打率.289、18本塁打、52打点を記録した。オフの11月19日にルール・ファイブ・ドラフトでの流出を防ぐために40人枠入りした。
2022年はオフシーズンに行ったアキレス腱の手術のリハビリのため欠場を続け、8月にマイナーで実戦復帰した。9月1日にメジャーに昇格し、同日のワシントン・ナショナルズ戦でメジャーデビュー。この年はメジャー10試合に出場した。オフの12月16日にDFAとなり、20日にマイナー契約を結び直してチームに残留した。
2023年はAAA級ラスベガスで開幕を迎えたが、開幕戦でいきなりサイクル安打を記録するなど、74試合に出場して打率.308、17本塁打、79打点、OPS.943という圧倒的な成績を残し、7月7日にメジャー契約を結んでアクティブ・ロースター入りした。

### オリックス時代
2024年1月9日、オリックス・バファローズへの入団が発表された。背番号は45。開幕当初は日本野球への順応に苦労し二軍調整となっていたが、48試合の出場で打率.270、2本塁打、11打点の記録を残し、7月14日に出場選手登録された。だが一軍では10試合の出場で安打は1本も出ず、7月29日に登録抹消。その後再昇格の機会はなく、保留選手名簿の提出を待たず10月23日に自由契約となった。

### レンジャーズ傘下時代
2025年1月21日にテキサス・レンジャーズとマイナー契約を結び、同年のスプリングトレーニングに招待選手として参加することになった。(27日にAA級フリスコ・ラフライダーズに配属)しかし、開幕直前の3月26日にリリースされた。

### 米独立時代
同年5月1日にアトランティックリーグのロングアイランド・ダックスと契約した。

## プレースタイル
打撃は天性の長打力を売り物としている。守備・走塁は平均的であると言われている。

## 人物
ニックネームは名前のイニシャルから「C・T」。
妻はボビー・ウィットの娘であり、妻の姉はザック・ニールと結婚している。

## 詳細情報

### 年度別打撃成績
| 年 度    | 球 団      | 試 合 | 打 席 | 打 数 | 得 点 | 安 打 | 二 塁 打 | 三 塁 打 | 本 塁 打 | 塁 打 | 打 点 | 盗 塁 | 盗 塁 死 | 犠 打 | 犠 飛 | 四 球 | 敬 遠 | 死 球 | 三 振 | 併 殺 打 | 打 率 | 出 塁 率 | 長 打 率 | O P S |
| -------- | ---------- | ----- | ----- | ----- | ----- | ----- | -------- | -------- | -------- | ----- | ----- | ----- | -------- | ----- | ----- | ----- | ----- | ----- | ----- | -------- | ----- | -------- | -------- | ----- |
| 2022     | OAK        | 10    | 32    | 30    | 1     | 8     | 0        | 0        | 0        | 8     | 0     | 0     | 0        | 0     | 0     | 2     | 0     | 0     | 12    | 0        | .267  | .313     | .267     | .579  |
| 2023     | OAK        | 19    | 46    | 42    | 1     | 10    | 3        | 0        | 1        | 16    | 2     | 0     | 0        | 0     | 0     | 4     | 0     | 0     | 17    | 1        | .238  | .304     | .381     | .685  |
| 2024     | オリックス | 10    | 18    | 18    | 0     | 0     | 0        | 0        | 0        | 0     | 0     | 0     | 0        | 0     | 0     | 0     | 0     | 0     | 7     | 0        | .000  | .000     | .000     | .000  |
| MLB：2年 | MLB：2年   | 29    | 78    | 72    | 2     | 18    | 3        | 0        | 1        | 24    | 2     | 0     | 0        | 0     | 0     | 6     | 0     | 0     | 29    | 1        | .250  | .308     | .333     | .641  |
| NPB：1年 | NPB：1年   | 10    | 18    | 18    | 0     | 0     | 0        | 0        | 0        | 0     | 0     | 0     | 0        | 0     | 0     | 0     | 0     | 0     | 7     | 0        | .000  | .000     | .000     | .000  |

- 2024年度シーズン終了時

### 年度別守備成績
| 年 度 | 球 団      | 左翼（LF） | 左翼（LF） | 左翼（LF） | 左翼（LF） | 左翼（LF） | 左翼（LF） | 右翼（RF） | 右翼（RF） | 右翼（RF） | 右翼（RF） | 右翼（RF） | 右翼（RF） | 外野  | 外野  | 外野  | 外野  | 外野  | 外野     |
| 年 度 | 球 団      | 試 合      | 刺 殺      | 補 殺      | 失 策      | 併 殺      | 守 備 率   | 試 合      | 刺 殺      | 補 殺      | 失 策      | 併 殺      | 守 備 率   | 試 合 | 刺 殺 | 補 殺 | 失 策 | 併 殺 | 守 備 率 |
| ----- | ---------- | ---------- | ---------- | ---------- | ---------- | ---------- | ---------- | ---------- | ---------- | ---------- | ---------- | ---------- | ---------- | ----- | ----- | ----- | ----- | ----- | -------- |
| 2022  | OAK        | 10         | 18         | 0          | 0          | 0          | 1.000      | -          | -          | -          | -          | -          | -          | -     | -     | -     | -     | -     | -        |
| 2023  | OAK        | 2          | 1          | 0          | 0          | 0          | 1.000      | 11         | 25         | 0          | 0          | 0          | 1.000      | -     | -     | -     | -     | -     | -        |
| 2024  | オリックス | -          | -          | -          | -          | -          | -          | -          | -          | -          | -          | -          | -          | 2     | 2     | 0     | 0     | 0     | 1.000    |
| MLB   | MLB        | 12         | 19         | 0          | 0          | 0          | 1.000      | 11         | 25         | 0          | 0          | 0          | 1.000      | -     | -     | -     | -     | -     | -        |
| NPB   | NPB        | -          | -          | -          | -          | -          | -          | -          | -          | -          | -          | -          | -          | 2     | 2     | 0     | 0     | 0     | 1.000    |

- 2024年度シーズン終了時

### 記録

#### NPB
初記録
- 初出場・初先発出場：2024年7月14日、対千葉ロッテマリーンズ13回戦（ZOZOマリンスタジアム）、7番・指名打者で先発出場[20]
- 初打席：同上、3回表に田中晴也から右飛[20]

### 背番号
- 48（2022年 - 2023年）
- 45（2024年）